# Alquimia (álbum)
Alquimia es el primer álbum de estudio de Alquimia, un proyecto creado por Alberto Rionda.  Tras anunciar parón indefinido con Avalanch anuncia el 13 de febrero de 2013, a través de las redes sociales y portales de noticias especializadas en metal, que se encuentra trabajando en un nuevo proyecto que llevaría por nombre Alquimia.

## Canciones
Toda la música y letras por: Alberto Rionda.
1. Mutus Liber – 1:41
2. El Lobo y el Arca – 7:26
3. Dama Oscura – 5:44
4. La Cuna de Arce – 6:10
5. La Penitencia del Noble – 5:19
6. Divina Providencia – 5:37
7. Claro de Luna – 7:11
8. Lagunas de Sal – 5:22
9. Aliento – 4:42
10. La Fuente Dorada – 6:27
11. Sacrificio – 4:56
12. La Morada del Alquimista – 7:20
13. Cábala XIII – 2:42
14. La Llama Eterna (bonus track)

## Formación
- Guitarra: Alberto Rionda
- Voz: Israel Ramos
- Bajo: Rubén Lanuza
- Batería: Marco Álvarez
- Teclista: Chez García